# Disa uncinata
Disa uncinata är en orkidéart som beskrevs av Harry Bolus. Disa uncinata ingår i släktet Disa och familjen orkidéer. Inga underarter finns listade i Catalogue of Life.

## Bildgalleri

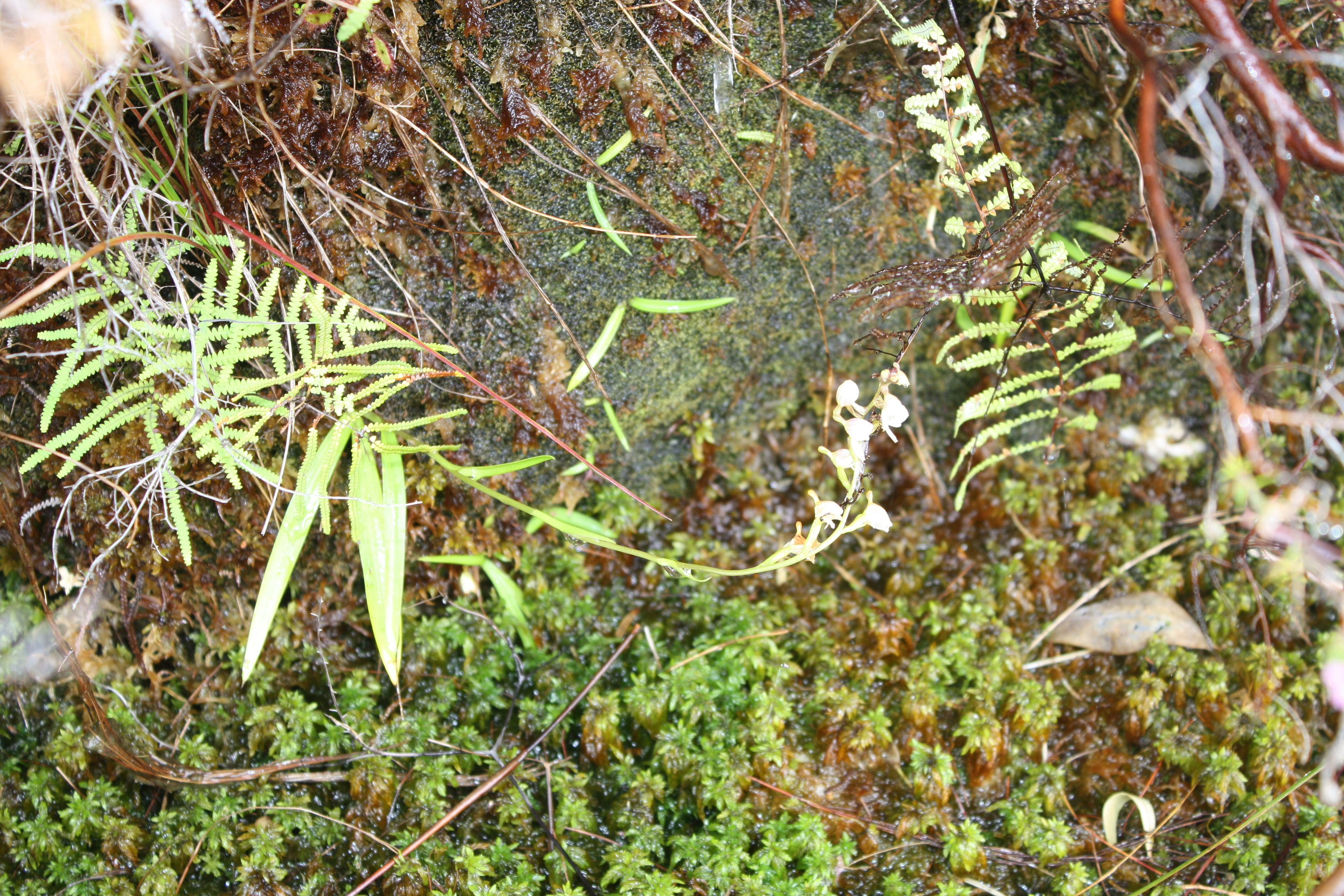
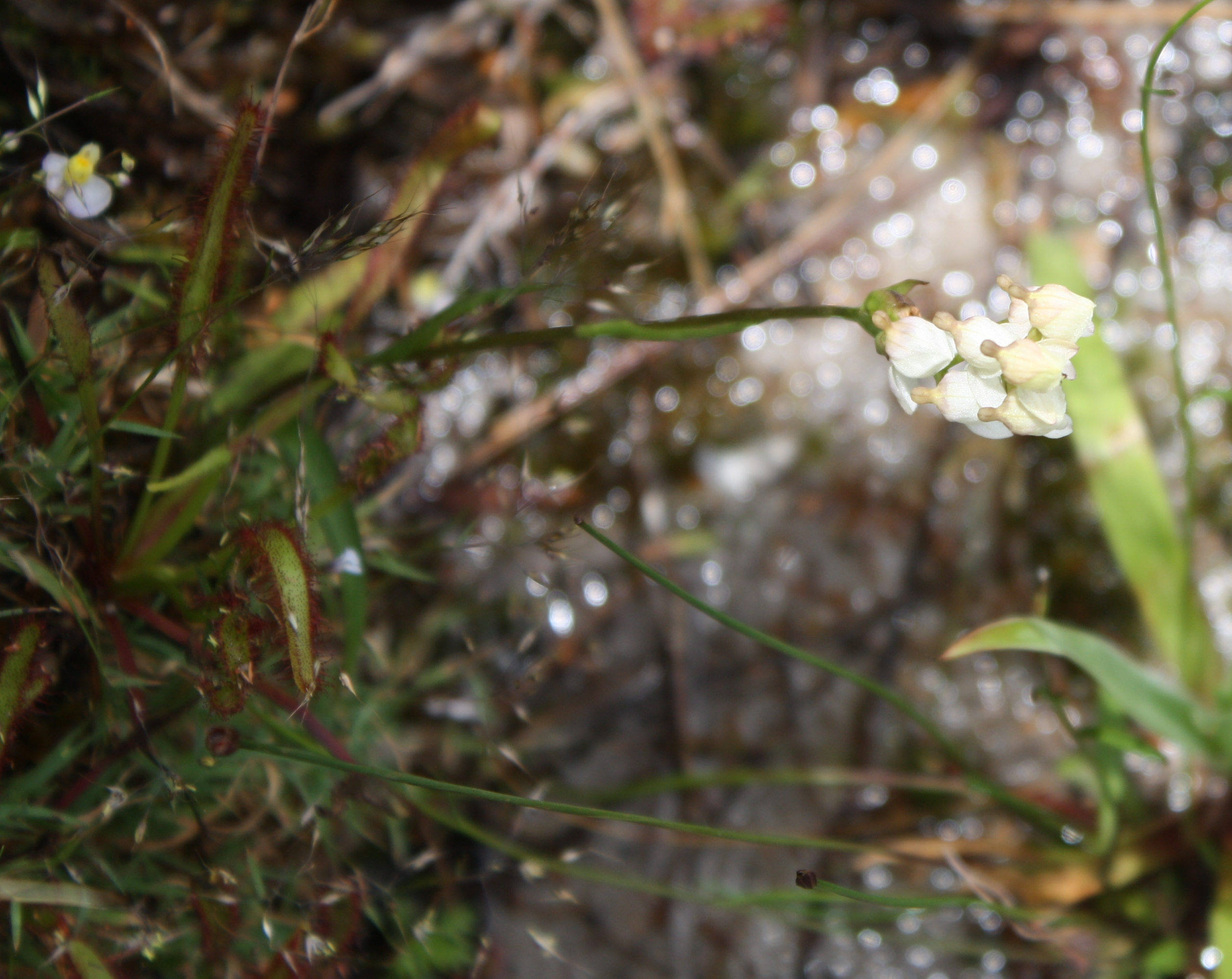
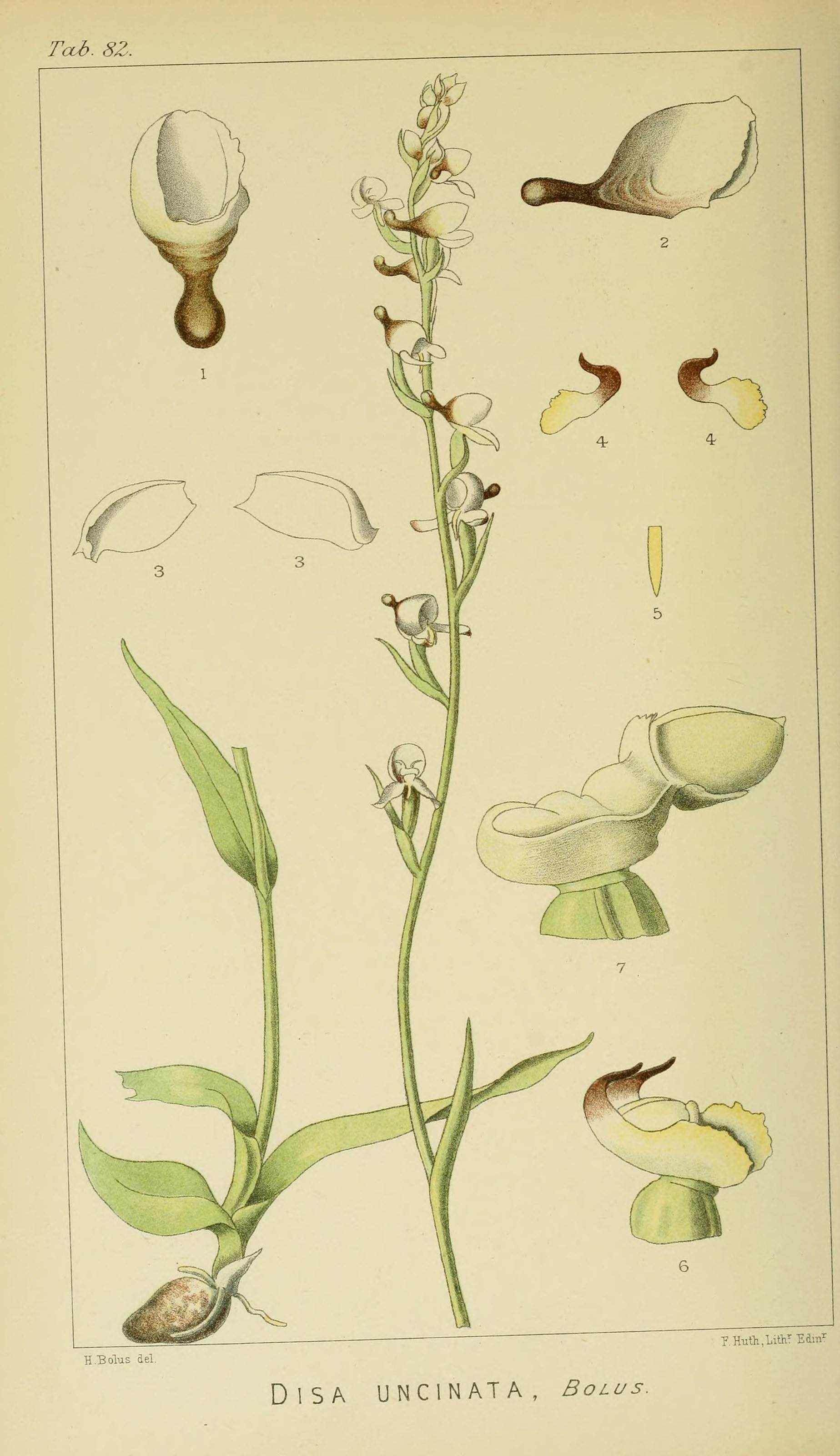